# Comores Aviation
Comores Aviation International (französisch Compagnie Aérienne de l'Union des iles Comores) war eine Fluggesellschaft auf den Komoren mit Sitz in Moroni und Basis auf dem Prince Said Ibrahim International Airport. Im September 2011 wurde der Flugbetrieb eingestellt. Sie befand sich zu 60 % in staatlichem Besitz.
Die Fluggesellschaft wurde im Jahr 1996 gegründet.

## Ziele
Die Fluggesellschaft bot hauptsächlich Linienflüge zwischen den Inseln der Komoren sowie Madagaskar und Tansania an. Es wurden aber auch Charterflüge durchgeführt.

## Flotte
Die Flotte bestand zuletzt aus folgenden Flugzeugen:
- 2 Boeing 737
- 1 Avro RJ

Laut der Webseite bestand die Flotte außerdem aus Embraer EMB 120 und LET L-410.

## Zwischenfälle
Am 9. April 2007 verunglückte eine Let L-410 der Comores Aviation (Luftfahrzeugkennzeichen D6-CAK) auf dem Weg von Anjouan nach Mohéli, als das Flugzeug nach einem Startabbruch über die Landebahn hinausschoss. Alle 15 Insassen überlebten, das Flugzeug war ein Totalschaden.